# Cameron McEvoy

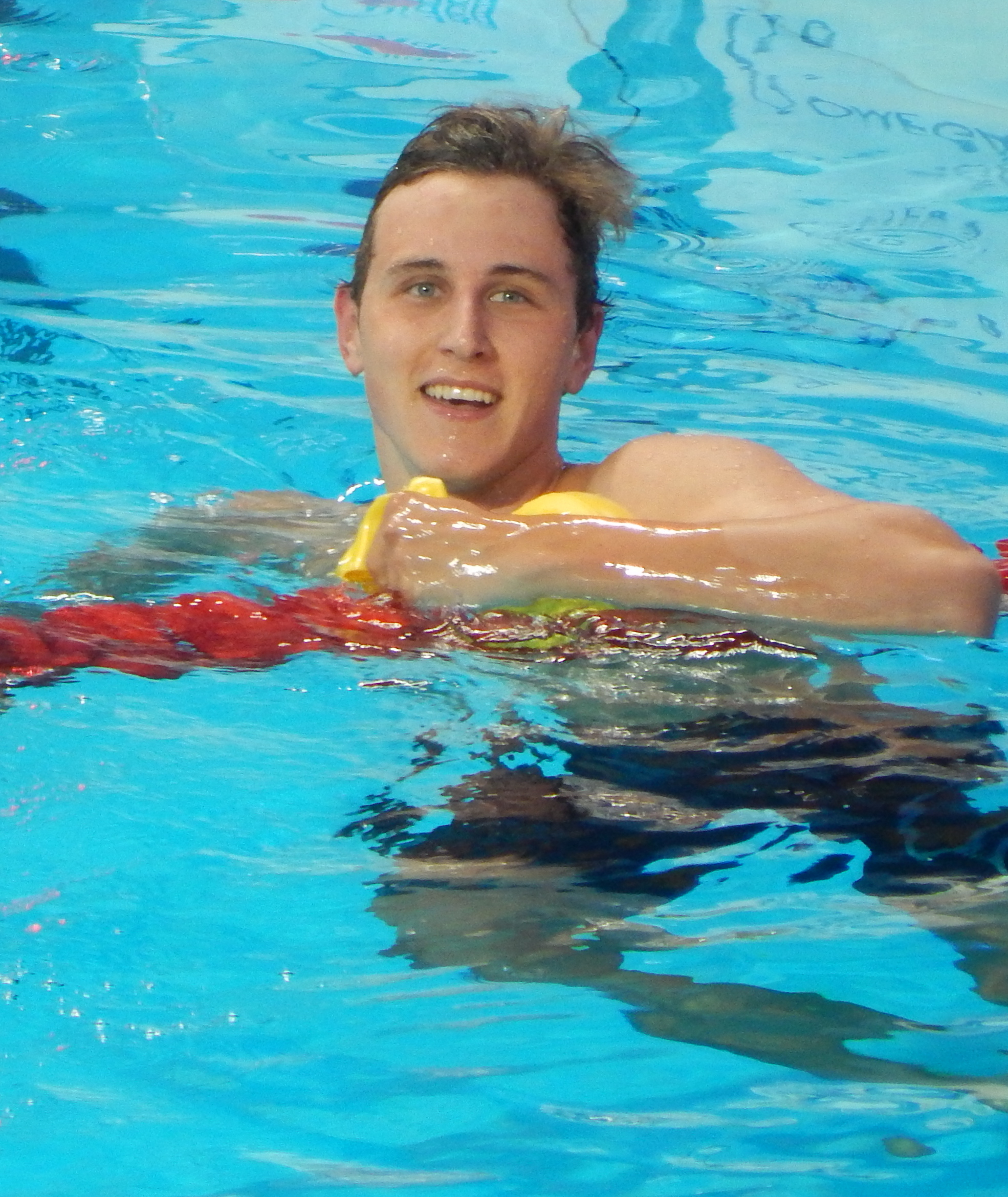
Cameron McEvoy bei den Weltmeisterschaften 2015

Cameron James McEvoy (* 13. Mai 1994 in Benowa, Gold Coast, Queensland) ist ein australischer Schwimmer. Er erhielt bei Olympischen Spielen eine Goldmedaille und drei Bronzemedaillen. Bei Weltmeisterschaften erschwamm er bis 2024 einmal Gold, fünfmal Silber und dreimal Bronze. Hinzu kamen drei Goldmedaillen, vier Silbermedaillen und eine Bronzemedaille bei Commonwealth Games.

## Karriere
Cameron McEvoy schwamm für den Southport Olympic Swimming Club.

### 2011 und die erste Olympiateilnahme 2012
Bei den Junioren-Weltmeisterschaften 2011 siegte Cameron McEvoy über 50 Meter Freistil und über 100 Meter Freistil. Über 200 Meter Freistil wurde er Dritter. Im Jahr darauf nahm er bereits an den Olympischen Spielen in London teil. In der 4-mal-100-Meter-Freistilstaffel schwammen im Vorlauf Cameron McEvoy, James Roberts, Tommaso D’Orsogna und James Magnussen die schnellste Zeit. Im Finale waren James Magnussen, Matt Targett, Eamon Sullivan und James Roberts 0,68 Sekunden schneller als die Vorlaufstaffel und belegten den vierten Platz hinter den Teams aus Frankreich, den Vereinigten Staaten und Russland. Zwei Tage später wurde McEvoy auch im Vorlauf der 4-mal-200-Meter-Staffel eingesetzt. David McKeon, Cameron McEvoy, Ned McKendry und Ryan Napoleon erreichten die drittbeste Vorlaufzeit. Im Finale waren Thomas Fraser-Holmes, Kenrick Monk, Ned McKendry und Ryan Napoleon dreieinhalb Sekunden schneller als die Vorlaufstaffel und wurden Fünfte.

### 2013 und die erste Teilnahme an Commonwealth Games 2014
2013 bei den Weltmeisterschaften in Barcelona wurde die 4-mal-100-Meter-Freistilstaffel mit James Magnussen, Cameron McEvoy, Tommaso D’Orsogna und James Roberts Vierte mit 0,4 Sekunden Rückstand auf die französischen Sieger und 0,14 Sekunden hinter den drittplatzierten Russen. Über 200 Meter Freistil belegte McEvoy den siebten Platz. Auf der 100-Meter-Freistilstrecke siegte Magnussen vor James Feigen und Nathan Adrian aus den Vereinigten Staaten, 0,04 Sekunden hinter Adrian schlug McEvoy als Vierter an. In der 4-mal-100-Meter-Lagenstaffel erschwammen Ashley Delaney, Christian Sprenger, Tommaso D’Orsogna und James Magnussen die Silbermedaille hinter den Franzosen. Kenneth To und Cameron McEvoy erhielten ebenfalls eine Silbermedaille, da sie im Vorlauf mitgewirkt hatten.
2014 wurde McEvoy australischer Meister über 100 und 200 Meter Freistil. Über 50 Meter Freistil belegte er den zweiten Platz hinter Eamon Sullivan. Im Juli fanden in Glasgow die Commonwealth Games 2014 statt. Über 200 Meter Freistil gewann Thomas Fraser-Holmes vor McEvoy. Die 4-mal-100-Meter-Freistilstaffel mit Tommaso D’Orsogna, Matthew Abood, James Magnussen und Cameron McEvoy gewann den Titel mit fast zwei Sekunden Vorsprung vor den Südafrikanern. Über 100 Meter Freistil gelang den Australiern ein Sweep mit James Magnussen, Cameron McEvoy und Tommaso D’Orsogna auf den Medaillenrängen. Cameron McEvoy, David McKeon, Ned McKendry und Thomas Fraser-Holmes siegten in der 4-mal-200-Meter-Freistilstaffel mit 1,8 Sekunden vor den Schotten. Über 50 Meter Freistil triumphierte der Engländer Benjamin Proud vor McEvoy, Magnussen und Abood. Schließlich erhielt McEvoy noch eine Silbermedaille für seinen Vorlaufeinsatz in der Lagenstaffel. Einen Monat nach den Commonwealth Games war McEvoys Heimatstadt Gold Coast Gastgeber der Pan Pacific Swimming Championships. Die Wettkämpfe begannen für McEvoy mit einer Bronzemedaille über 200 Meter Freistil. Über 100 Meter Freistil siegte er mit 0,48 Sekunden Vorsprung vor Nathan Adrian. In der 4-mal-200-Meter-Freistilstaffel wurden die Australier Dritte, in der 4-mal-100-Meter-Freistilstaffel siegten sie vor dem Quartett aus den Vereinigten Staaten. Über 50 Meter Freistil wurde McEvoy Vierter mit 0,27 Sekunden Rückstand auf den drittplatzierten Nathan Adrian. Zum Abschluss der Wettkämpfe gewann McEvoy noch eine Bronzemedaille mit der Lagenstaffel. Ende 2014 trat McEvoy noch bei den Kurzbahnweltmeisterschaften in Doha an. Er gewann keine Medaille, wurde aber Sechster über 50 Meter Freistil und Fünfter über 100 Meter Freistil. Hinzu kamen ein fünfter Platz mit der 4-mal-100-Meter-Freistilstaffel und ein sechster Platz mit der Lagenstaffel.

### 2015 und die zweite Olympiateilnahme 2016

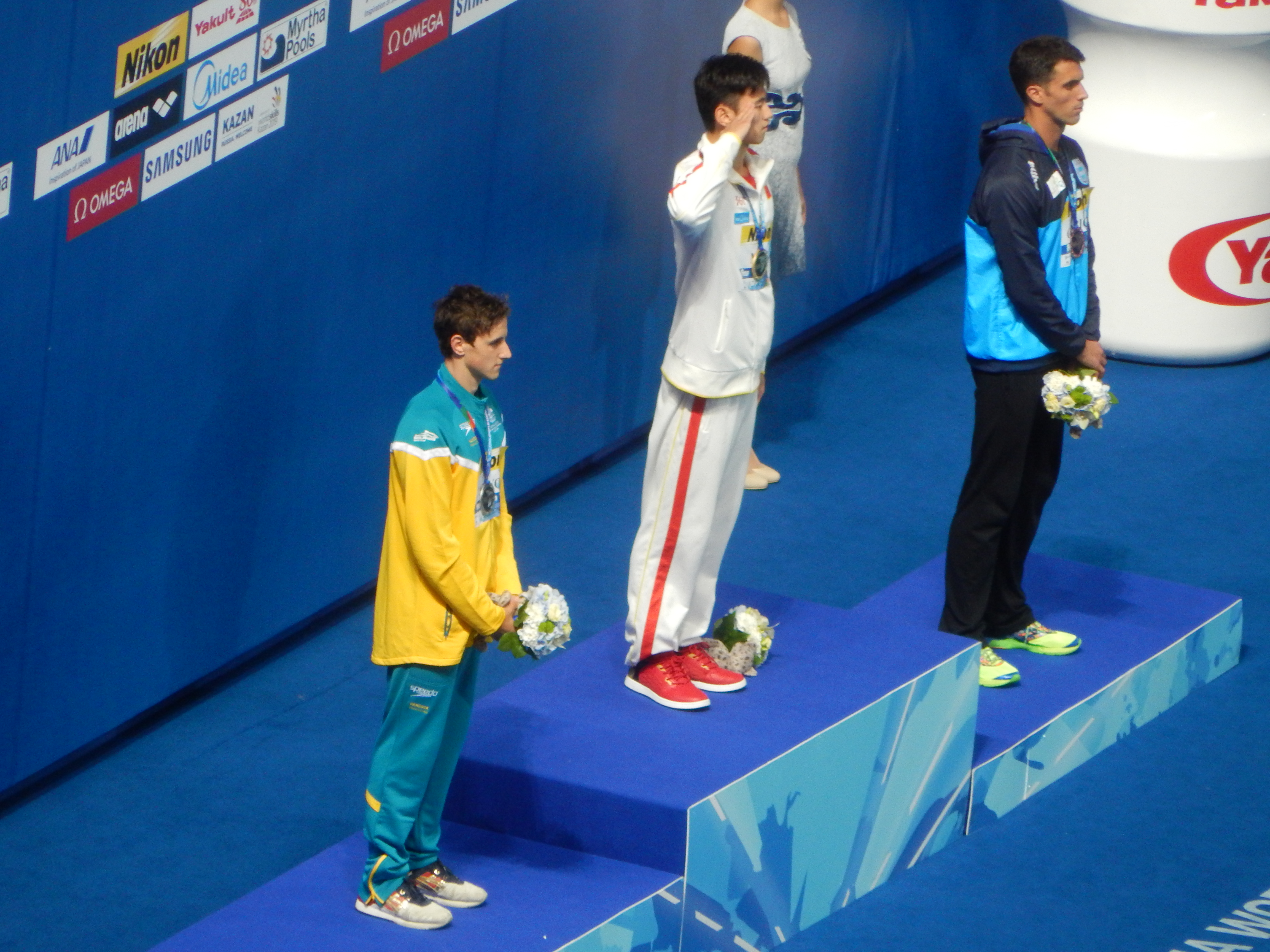
Siegerehrung bei den Weltmeisterschaften 2015 über 100 Meter Freistil (von links nach rechts): McEvoy, Ning Zetao und Federico Grabich

2015 bei den Weltmeisterschaften in Kasan wurde McEvoy über 200 Meter Freistil Achter. Über 100 Meter Freistil siegte der Chinese Ning Zetao mit 0,11 Sekunden vor Cameron McEvoy, der seinerseits 0,17 Sekunden vor dem Argentinier Federico Grabich anschlug. Nachdem sich die 4-mal-100-Meter-Freistilstaffel, im Vorlauf ohne McEvoy antretend, nicht für das Finale qualifiziert hatte, gelang dies der 4-mal-200-Meter-Freistilstaffel mit Grant Hackett, Kurt Herzog, Daniel Smith und Thomas Fraser-Holmes mit der schnellsten Vorlaufzeit. Im Endlauf schwammen Cameron McEvoy, David McKeon, Daniel Smith und Thomas Fraser-Holmes und belegten den dritten Platz hinter den Staffeln aus dem Vereinigten Königreich und den Vereinigten Staaten. Zum Abschluss der Wettbewerbe gewannen Mitch Larkin, Jake Packard, Jayden Hadler und Cameron McEvoy als Lagenstaffel die Silbermedaille hinter dem US-Team. David Morgan und Kyle Chalmers wurden im Vorlauf eingesetzt.
2016 gewann McEvoy die australischen Meistertitel über 50 Meter, 100 Meter und 200 Meter Freistil, wobei er über 100 Meter in 47,04 Sekunden einen neuen Ozeanienrekord aufstellte. Sein erster Wettbewerb bei den Olympischen Spielen in Rio de Janeiro war die 4-mal-100-Meter-Freistilstaffel. Im Vorlauf schwammen James Magnussen, Kyle Chalmers, James Roberts und Matthew Abood die drittschnellste Zeit. Im Finale siegte das Quartett aus den Vereinigten Staaten vor den Franzosen und der australischen Staffel mit Roberts, Chalmers, Magnussen und McEvoy. Über 100 Meter Freistil erreichte McEvoy zwar das Finale, belegte aber lediglich den siebten Rang. Über 50 Meter Freistil schied McEvoy als Elfter im Halbfinale aus. Zum Abschluss der Schwimmwettbewerbe erreichte die Lagenstaffel mit Mitch Larkin, Jake Packard, David Morgan und Cameron McEvoy das Finale mit der viertbesten Zeit. Im Endlauf waren Larkin, Packard, Morgan und Kyle Chalmers zweieinhalb Sekunden schneller als die Vorlaufstaffel und erhielten Bronze hinter dem US-Quartett und den Briten. McEvoy erhielt für seinen Vorlaufeinsatz ebenfalls eine Bronzemedaille.

### 2017 und die zweite Teilnahme an Commonwealth Games 2018
Bei den Weltmeisterschaften 2017 in Budapest wurde die australische 4-mal-100-Meter-Freistilstaffel im Finale disqualifiziert, nachdem sie im Vorlauf die zweitschnellste Zeit vorgelegt hatte. Über 100 Meter Freistil siegte Caeleb Dressel vor Nathan Adrian und dem Franzosen Mehdy Metella. Cameron McEvoy hatte als Vierter 0,75 Sekunden Rückstand auf Dressel, aber nur 0,05 Sekunden auf Adrian. Über 50 Meter Freistil und mit der Lagenstaffel verfehlte McEvoy den Finaleinzug. Im April 2018 fanden die Commonwealth Games in Gold Coast statt. Zum Auftakt siegten McEvoy, James Magnussen, Jack Cartwright und Kyle Chalmers mit über zwei Sekunden Vorsprung vor den Engländern. Nachdem McEvoy über 100 Meter Freistil den vierten Platz belegt hatte, erkämpfte er über 50 Meter Freistil die Bronzemedaille hinter dem Engländer Benjamin Proud und dem Südafrikaner Brad Tandy. Im Dezember 2018 fanden in Hangzhou die Kurzbahnweltmeisterschaften 2018 statt. McEvoy trat in acht Disziplinen an und erreichte siebenmal das Finale. Die einzige Enlaufteilnahme in einem Einzelwettbewerb war der sechste Platz über 50 Meter Freistil. Seine beste Staffelplatzierung war der vierte Platz mit der 4-mal-50-Meter-Freistilstaffel in der Besetzung Louis Townsend, Grayson Bell, Cameron Alexander Jones und McEvoy. Hinzu kamen der fünfte Platz mit der 4-mal-100-Meter-Freistilstaffel, ebenfalls der fünfte Platz mit der 4-mal-200-Meter-Freistilstaffel, der achte Platz mit der 4-mal-50-Meter-Lagenstaffel und der achte Platz mit der 4-mal-100-Meter-Lagenstaffel. Die 4-mal-50-Meter-Mixed-Freistilstaffel mit McEvoy, Jones, Holly Barratt und Emily Seebohm wurde Sechste.

### 2019 und die dritte Olympiateilnahme 2021
2019 bei den Weltmeisterschaften in Gwangju siegte die 4-mal-100-Meter-Freistilstaffel aus den Vereinigten Staaten vor dem russischen Quartett. Über eine Sekunde hinter den Russen erkämpften Cameron McEvoy, Clyde Lewis, Alexander Graham und Kyle Chambers die Bronzemedaille mit 0,17 Sekunden Vorsprung vor den viertplatzierten Italienern. Über 50 Meter Freistil konnte sich McEvoy nicht für das A-Finale qualifizieren. In der 4-mal-100-Meter-Mixed-Freistilstaffel schwammen Cameron McEvoy, Alexander Graham, Brianna Throssell und Madison Wilson die zweitschnellste Vorlaufzeit. Im Finale waren Kyle Chalmers, Clyde Lewis, Emma McKeon und Bronte Campbell 3,8 Sekunden schneller als die Vorlaufstaffel und schlugen als Zweite hinter dem US-Team an. Alle acht Beteiligten erhielten eine Silbermedaille.
Nach dem durch die COVID-19-Pandemie bedingten Ausfall fast aller Meisterschaften im Jahr 2020 fanden erst 2021 die Olympischen Spiele in Tokio statt. In der 4-mal-100-Meter-Freistilstaffel qualifizierten sich Cameron McEvoy, Zac Incerti, Alexander Graham und Kyle Chalmers mit der hinter den Staffeln aus Italien und aus den Vereinigten Staaten drittbesten Zeit für das Finale. Im Finale siegte die Staffel aus den USA vor den Italienern. Die australische Staffel mit Matthew Temple, Zac Incerti, Alexander Graham und Kyle Chalmers schlug 0,11 Sekunden nach den Italienern an und gewann die Bronzemedaille. Über 100 Meter Freistil schied McEvoy als 24. der Vorläufe aus. Über 50 Meter Freistil wurde er 29. der Vorläufe.

### Weltmeistertitel 2023 und Olympiasieg 2024
Nachdem sich McEvoy 2022 nicht für internationale Meisterschaften qualifizieren konnte, gelang ihm dies 2023 wieder. Bei den Weltmeisterschaften in Fukuoka schied er als 18. der Vorläufe über 50 Meter Schmetterling aus. Über 50 Meter Freistil war er mit 21,35 Sekunden Vorlaufschnellster und schwamm im Zwischenlauf 21,25 Sekunden. Im Finale steigerte er sich auf 21,06 Sekunden und siegte mit 0,51 Sekunden Vorsprung auf Jack Alexy aus den Vereinigten Staaten, 0,01 Sekunden dahinter erreichte der Titelverteidiger Benjamin Proud das Ziel.
Im Februar 2024 bei den Weltmeisterschaften in Fukuoka wurde McEvoy Dritter über 50 Meter Schmetterling, er schlug eine Zehntelsekunde hinter dem Portugiesen Diogo Matos Ribeiro und eine Hundertstelsekunde hinter Michael Andrew aus den Vereinigten Staaten an. Über 50 Meter Freistil siegte der Ukrainer Wladyslaw Buchow mit einer Hundertstelsekunde vor Cameron McEvoy, der 0,08 Sekunden vor Benjamin Proud anschlug. Fünf Monate später bei den Olympischen Spielen in Paris gewann Cameron McEvoy über 50 Meter Freistil mit 0,05 Sekunden Vorsprung vor Benjamin Proud, der seinerseits 0,26 Sekunden vor Florent Manaudou anschlug.